# 海南鹤顶兰
海南鹤顶兰（学名：Phaius hainanensis）为兰科鹤顶兰属下的一个种。其种加词“hainanensis”意为“海南的”。